# Campeonato de Oceanía de Judo de 1988
El XI Campeonato de Oceanía de Judo se celebró en Sídney (Australia) en 1988 bajo la organización de la Unión de Judo de Oceanía.
En total se disputaron ocho pruebas diferentes, todas ellas en la categoría masculina.

## Resultados

### Masculino
| Evento            | Oro                         | Plata                        | Bronce                                            |
| ----------------- | --------------------------- | ---------------------------- | ------------------------------------------------- |
| –60 kg            | Carl Conran Australia       | W. Silver Australia          | Angelo Vlahek Australia Shane Viglione Australia  |
| –65 kg            | Brent Cooper Nueva Zelanda  | Craig Monaghan Nueva Zelanda | Simon Stones Australia Darren Fagan Australia     |
| –71 kg            | Jon Symmons Australia       | Chris Smith Nueva Zelanda    | Gary Banks Australia Steve Corkin Nueva Zelanda   |
| –78 kg            | Graeme Spinks Nueva Zelanda | Greg Matthews Australia      | Chris Palmer Australia Bryan Spinks Nueva Zelanda |
| –86 kg            | Bill Vincent Nueva Zelanda  | Scott Withers Australia      | —                                                 |
| –95 kg            | Wayne Watson Nueva Zelanda  | Mike Smith Nueva Zelanda     | Dean Lampkin Australia                            |
| +95 kg            | Robert Ivers Australia      | Ian Grey Australia           | —                                                 |
| Categoría abierta | Chris Palmer Australia      | Cliff Dawson Australia       | Graeme Spinks Nueva Zelanda Gavin Kelly Australia |

## Medallero
| Núm. | País          | Oro | Plata | Bronce | Total |
| ---- | ------------- | --- | ----- | ------ | ----- |
| 1    | Australia     | 4   | 5     | 8      | 17    |
| 2    | Nueva Zelanda | 4   | 3     | 3      | 10    |
|      | TOTAL         | 8   | 8     | 11     | 27    |